# Ambassade d'Égypte en France
L'ambassade d'Égypte en France est la représentation diplomatique de la république arabe d'Égypte auprès de la République française. Elle est située à Paris et son ambassadeur est, depuis 2019, Alaa Youssef.
Il y a aussi deux consulats : un consulat général d'Égypte à Marseille sis 166, avenue de Hambourg. Et un consulat d'Égypte dans les Hauts-de-Seine sis 53, boulevard Bineau à Neuilly-sur-Seine.

## Ambassade
L'ambassade est située au 56 avenue d'Iéna, dans l'ancien hôtel de La Rochefoucauld-Montbel et aux 27-29 rue Georges-Bizet, dans le 16e arrondissement. L'ambassade d'Égypte est contiguë à une autre ambassade, celle du Yémen, située au 25 rue Georges-Bizet.
La résidence de l'ambassadeur se trouve en face, 2 place des États-Unis. Un autre bâtiment de l'ambassade, le bureau des affaires, se trouve 53 rue Dumont-d'Urville, dans le même arrondissement. Le Centre culturel d'Égypte se trouve 111 boulevard Saint-Michel (5e arrondissement). Le consulat général se situe 53 boulevard Bineau, à Neuilly-sur-Seine.

## Ambassadeurs d'Égypte en France
| Date de nomination                                                  | Date de nomination                                                  | Date de remise des lettres de créance                               | Date de remise des lettres de créance                               | Diplomate                                                           |
| En qualité d'envoyés extraordinaires et ministres plénipotentiaires | En qualité d'envoyés extraordinaires et ministres plénipotentiaires | En qualité d'envoyés extraordinaires et ministres plénipotentiaires | En qualité d'envoyés extraordinaires et ministres plénipotentiaires | En qualité d'envoyés extraordinaires et ministres plénipotentiaires |
| ------------------------------------------------------------------- | ------------------------------------------------------------------- | ------------------------------------------------------------------- | ------------------------------------------------------------------- | ------------------------------------------------------------------- |
| ?                                                                   |                                                                     | 12 janvier 1924                                                     | [ JORF 1 ]                                                          | Mahmoud Fakhry (ar) (محمود فخري باشا), premier ambassadeur          |
| En qualité d'ambassadeurs extraordinaires et plénipotentiaires      |                                                                     |                                                                     |                                                                     |                                                                     |
| ?                                                                   |                                                                     | 27 mars 1947                                                        | [ JORF 2 ]                                                          | Ahmed Saroit Bey                                                    |
| ?                                                                   |                                                                     | 18 décembre 1952                                                    | [ JORF 3 ]                                                          | Adly Andraos                                                        |
| ?                                                                   |                                                                     | 6 avril 1954                                                        | [ JORF 4 ]                                                          | Mahmoud Saleh El Falaki                                             |
| ?                                                                   |                                                                     | 23 septembre 1955                                                   | [ JORF 5 ]                                                          | Kamal Eddine Mahmoud Abdel-Nabi                                     |
|                                                                     |                                                                     |                                                                     |                                                                     |                                                                     |
| ?                                                                   |                                                                     | 4 janvier 1964                                                      | [ JORF 6 ]                                                          | Abdel Moneim El Naggar                                              |
| ?                                                                   |                                                                     | 21 septembre 1968                                                   | [ JORF 7 ]                                                          | Mohammed Hafez Ismaïl (ar) (محمد حافظ إسماعيل)                      |
| ?                                                                   |                                                                     | 26 juin 1970                                                        | [ JORF 8 ]                                                          | Ahmed Esmat Abdel-Meguid                                            |
| ?                                                                   |                                                                     | 26 mars 1971                                                        | [ JORF 9 ]                                                          | Abdallah Aly El-Erian                                               |
| ?                                                                   |                                                                     | 3 janvier 1974                                                      | [ JORF 10 ]                                                         | Naguib Abdel Hamid Kadri                                            |
| ?                                                                   |                                                                     | 28 avril 1977                                                       | [ JORF 11 ]                                                         | Hafez Ismaïl                                                        |
| ?                                                                   |                                                                     | 13 décembre 1979                                                    | [ JORF 12 ]                                                         | Mohamed Kamal Eldin Khalil                                          |
| ?                                                                   |                                                                     | 18 juin 1982                                                        | [ JORF 13 ]                                                         | Ali Samir Safwat                                                    |
| ?                                                                   |                                                                     | 21 septembre 1988                                                   | [ JORF 14 ]                                                         | Ahmed Sedki, mort en poste                                          |
| ?                                                                   |                                                                     | 21 juillet 1993                                                     | [ JORF 15 ]                                                         | Aly Maher El Sayed                                                  |
| ?                                                                   |                                                                     | 9 octobre 2002                                                      | [ JORF 16 ]                                                         | Hatem Seif el Nasr                                                  |
| ?                                                                   |                                                                     | 13 octobre 2006                                                     | [ JORF 17 ]                                                         | Nasser Ahmed Kamel                                                  |
| ?                                                                   |                                                                     | 26 octobre 2012                                                     | [ JORF 18 ]                                                         | Mohamed Moustafa Kamal                                              |
| ?                                                                   |                                                                     | 31 octobre 2014                                                     | [ JORF 19 ]                                                         | Ehab Ahmed Badawy                                                   |
| ?                                                                   |                                                                     | 12 avril 2021                                                       | [ JORF 20 ]                                                         | Alaa Youssef                                                        |

## Galerie

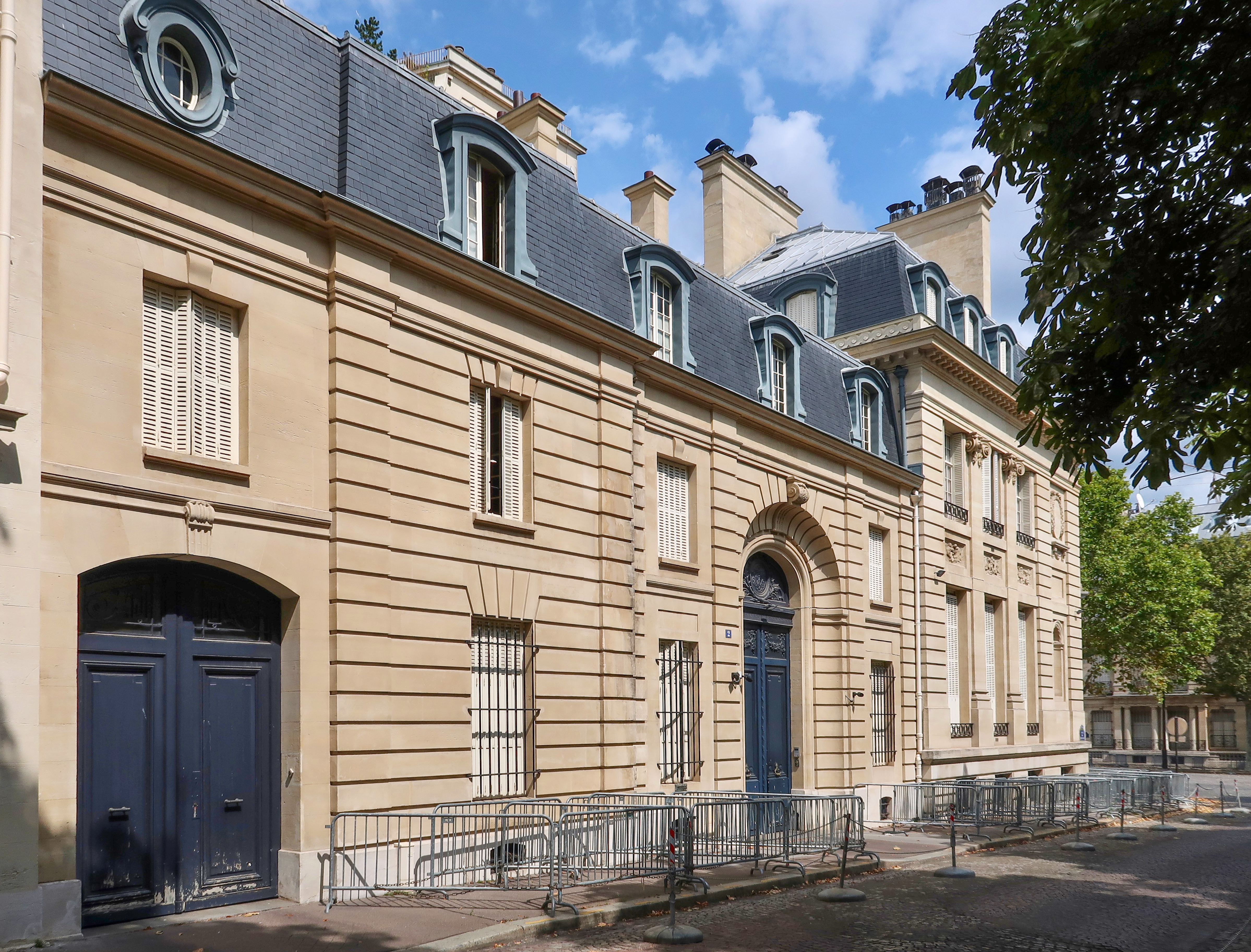
Résidence de l'ambassadeur d'Égypte en France (2 place des États-Unis).
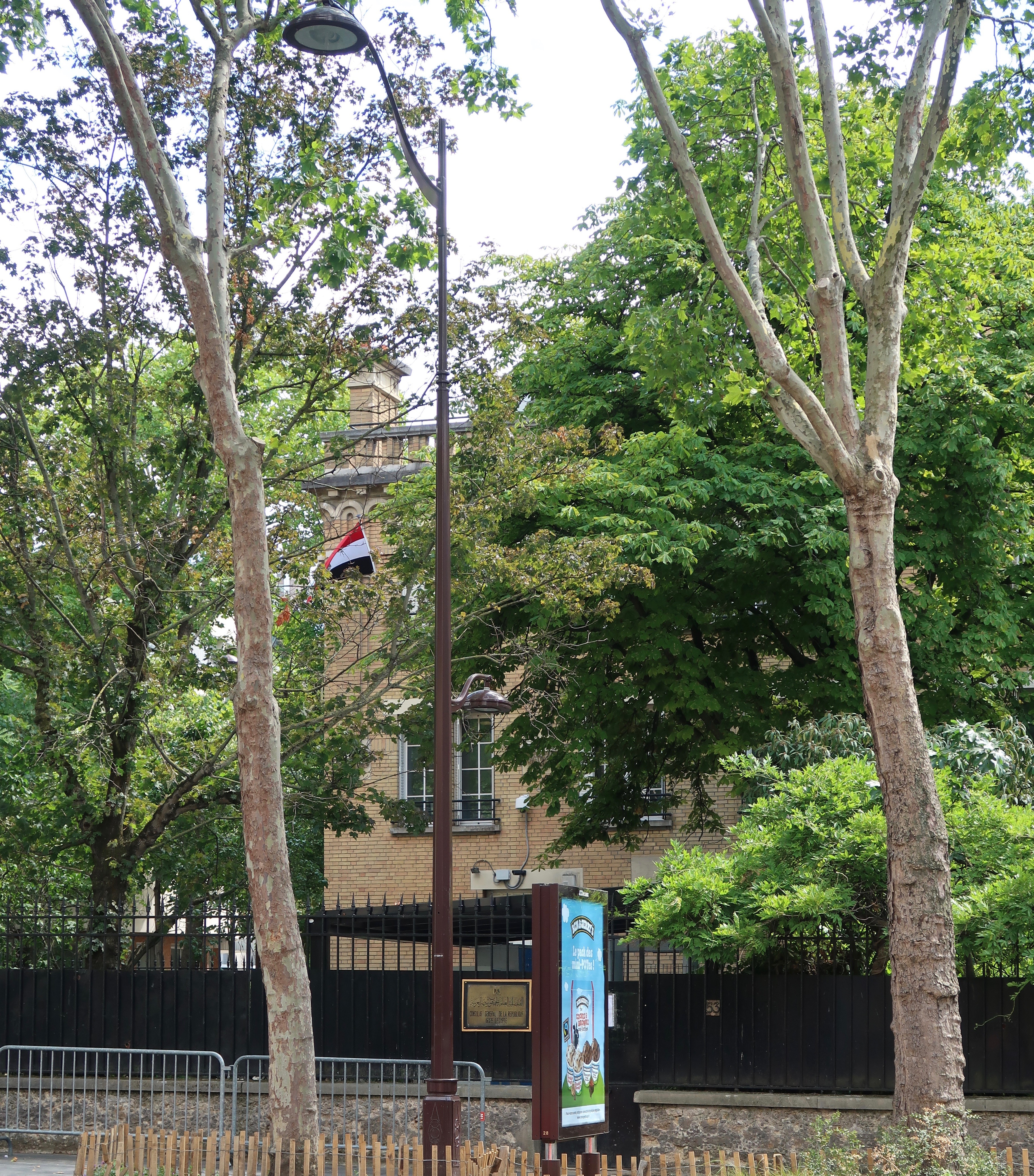
Consulat général d'Égypte en France (53 boulevard Bineau, Neuilly-sur-Seine).
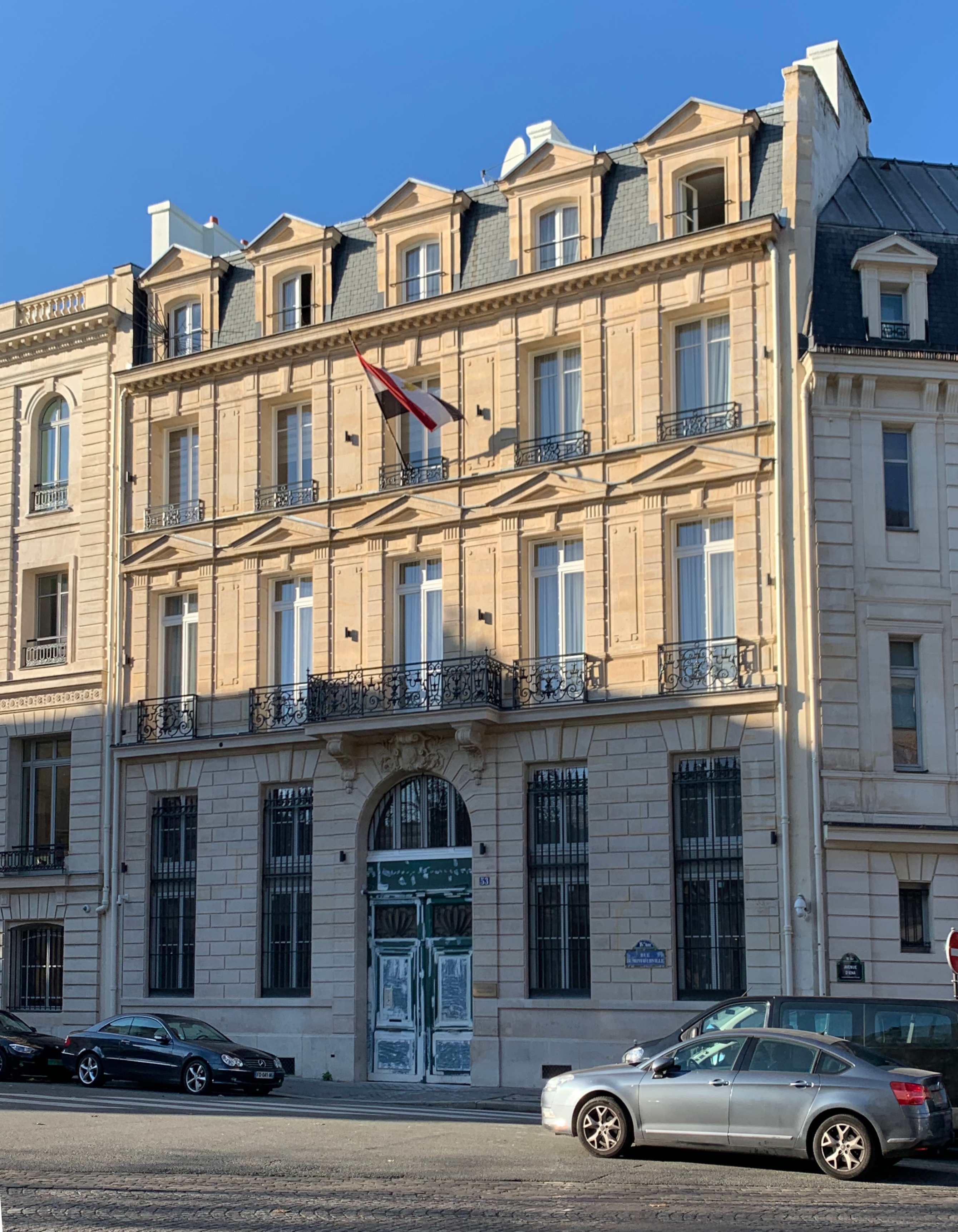
Bureau des affaires de l'ambassade d'Égypte à Paris (53 rue Dumont-d'Urville).
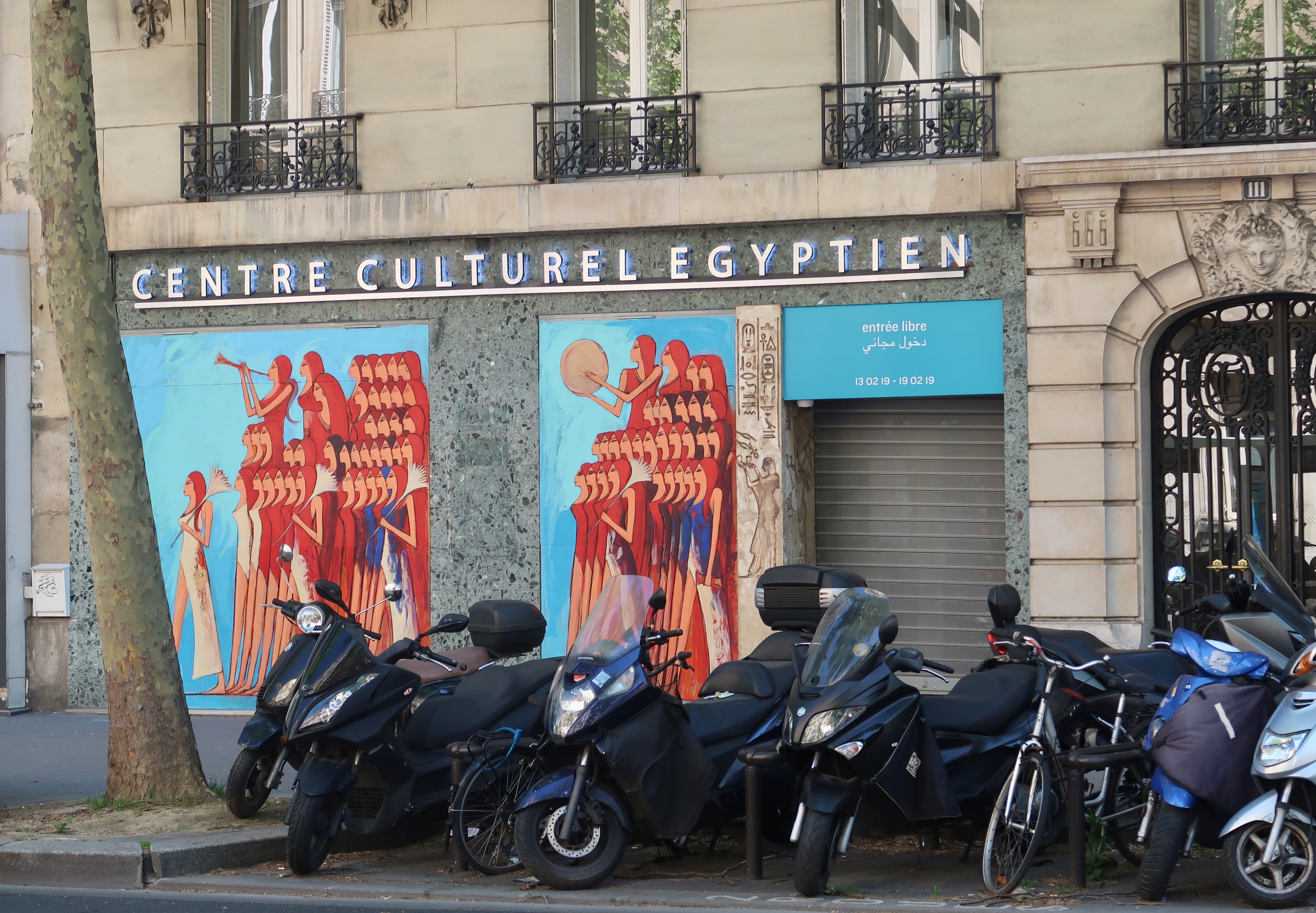
Centre culturel d'Égypte à Paris (111, boulevard Saint-Michel).